# Jacob van den Walle
Jacob van den Walle (ca. 1320 - na 1379) was burgemeester van Brugge.

## Levensloop
Jacob van den Walle was een zoon van Wouter van den Walle. Tussen 1349 en 1379 zetelde hij achttienmaal in de stedelijke magistratuur, in 1358-1359 als burgemeester van de schepenen 
Op 17 november 1359 werd hij uit het stadsbestuur verwijderd en, net als andere stadsbestuurders, uit de stad verbannen door graaf Lodewijk van Male, omdat hij sympathiseerde met de Gentse aanhangers van Jacob van Artevelde. De verbanning werd al op 10 september 1361 opgeheven en vanaf 1362 behoorde Van den Walle, als raadslid, weer tot het stadsbestuur.
Van 1362 tot 1379 was hij nog twaalfmaal lid van het stadsbestuur, afwisselend als (eerste) schepen of (eerste) raadslid, nooit meer als burgemeester van de raadsleden of van de schepenen.
Hij ondernam verschillende diplomatieke zendingen in dienst van de stad.
Van den Walle was ook:
- Oppervoogd van het Sint-Janshospitaal (1351-1358).
- Voogd van het ziekenhuis Onze-Lieve-Vrouw van de Potterie.

## Stadsbestuur
Van den Walle behoorde, ondanks de korte periode van verbanning, gedurende dertig jaar tot de bestuurders van de stad Brugge, namelijk: 
- 1349-1350: schepen
- 1350-1351: raadslid
- 1351-1352: burgemeester van de schepenen
- 1352-1353: burgemeester van de raadsleden
- 1353-1354: burgemeester van de schepenen
- 1354-1355: burgemeester van de raadsleden
- 1355-1356: burgemeester van de schepenen
- 1357-1358: burgemeester van de schepenen
- 1358-1359: Burgemeester van de raadsleden
- 1359-1360: Burgemeester van de schepenen, tot aan zijn verbanning en de vernieuwing van de stadsmagistraat.
- 1362-1363: raadslid
- 1363-1364: eerste schepen
- 1364-1365: raadslid
- 1365-1366: eerste schepen
- 1366-1367: eerste raadslid
- 1367-1368: eerste schepen
- 1368-1369: eerste raadslid
- 1369-1370: eerste schepen
- 1370-1371: eerste raadslid
- 1371-1372: eerste schepen
- 1378-1379: eerste raadslid

## Bron
- Stadsarchief Brugge, Register van de Wetsvernieuwingen.